# AB Svenska Järnvägsverkstädernas Aeroplanavdelning
AB Svenska Järnvägsverkstädernas Aeroplanavdelning (ossia Fabbrica Ferroviaria e Dipartimento Aereo) era una società aeronautica basata a Linköping, Svezia.

## Storia

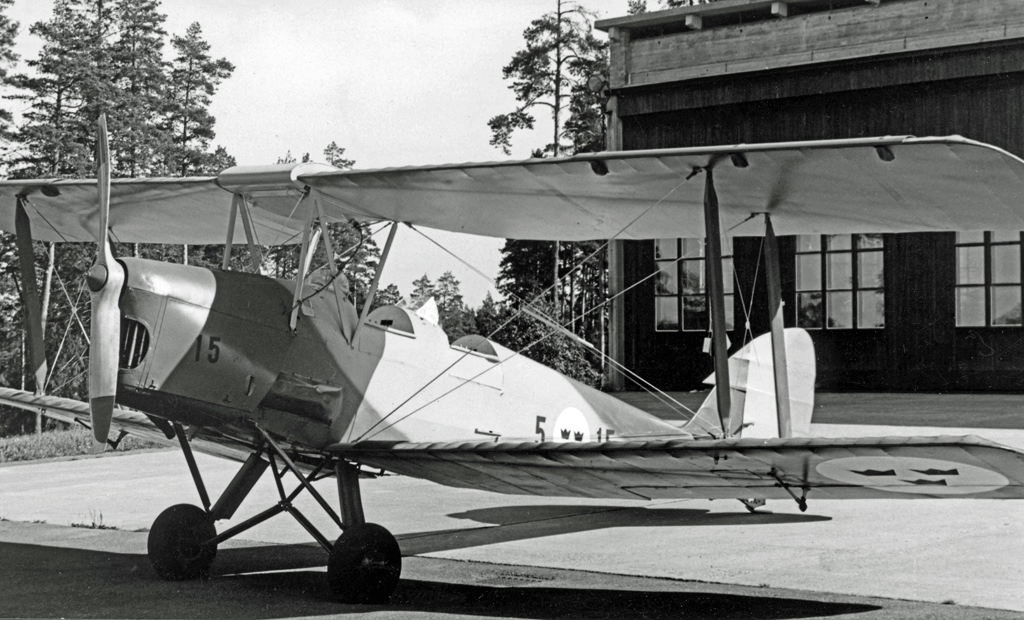
De Havilland Tiger Moth costruito da Asja nel 1935 per la Royal Swedish Air Force

L'azienda nacque come società controllata di ASJ (AB Svenska Järnvägsverkstäderna, Fabbrica Ferroviaria Svedese) nel 1930 da Sven Blomberg che in precedenza aveva lavorato come progettista capo presso la Svenska Aero. Nel 1932 ASJA comprò la Svenska Aero da Carl Clemens Bücker.
Nel 1936 l'ASJA iniziò una contrattazione con Bofors sulla creazione di una società comune per la progettazione e produzione di velivoli. Nel gennaio del 1937 venne deciso di dividere le azioni al 50-50 e il 31 marzo 1937 venne costituita la AB Förenade Flygverkstäder (AFF).
La cooperazione all'interno AFF non funzionò per cui nel marzo 1939 venne deciso di ristrutturare la Svenska Aeroplan AB (SAAB) e di acquisire l'ASJA.

## Tipi di aeromobili costruiti
- ASJA F1
- ASJA L1 Viking
- ASJA L2 (designazione militare Ö 9)
- ASJA L10 (in seguito Saab 17)
- ASJA L11 (in seguito Saab 18)
- ASJA Viking II
- de Havilland DH 82 Tiger Moth
- Focke-Wulf Fw 44J Stieglitz
- Hawker Hart
- North American NA-16
- Northrop 8A-1
- Raab-Katzenstein RK-26 Tigerschwalbe
- Svenska Aero SA-14
- Svenska Aero SA-15